# Districte de Belac
El Districte de Belac és un dels tres districtes del departament de l'Alta Viena, a la regió de la Nova Aquitània. Té 8 cantons i 63 municipis. El cap del districte és la sotsprefectura de Belac.

## Cantons
cantó de Belac - cantó de Becinas - cantó de Chastél Ponçac - cantó de Le Daurat - cantó de Manhac la Vau - cantó de Masères - cantó de Nantiac - cantó de Sent Sepise